# Dumontinia
Dumontinia es un género de hongos de la familia Sclerotiniaceae. Es un género monotípico, su única especie es Dumontinia tuberosa, propia de Europa.